# فرنکلین (میسیسیپی)
فرنکلین (به انگلیسی: Franklin) یک منطقهٔ مسکونی در ایالات متحده آمریکا است که در شهرستان هولمز، میسیسیپی واقع شده‌است. فرنکلین ۱۰۰٫۸۹ متر بالاتر از سطح دریا واقع شده‌است.